# Hennesey
Hennesey è una serie televisiva statunitense in 94 episodi trasmessi per la prima volta nel corso di 3 stagioni dal 1959 al 1962.

## Trama
Il tenente Charles "Chick" Hennesey, medico della Marina statunitense, e l'infermiera tenente Martha Hale vengono assegnati ad un ospedale presso la base di San Diego.

## Personaggi

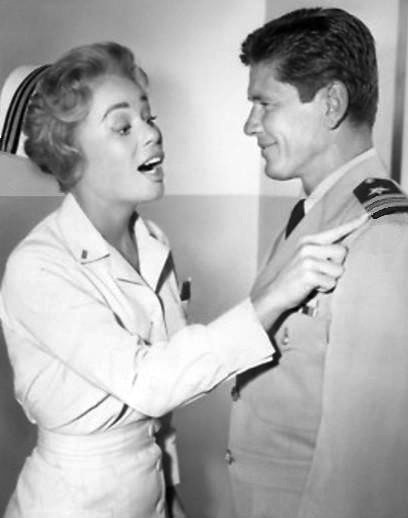
Abby Dalton e Charles Bronson, guest-star in uno degli episodi.

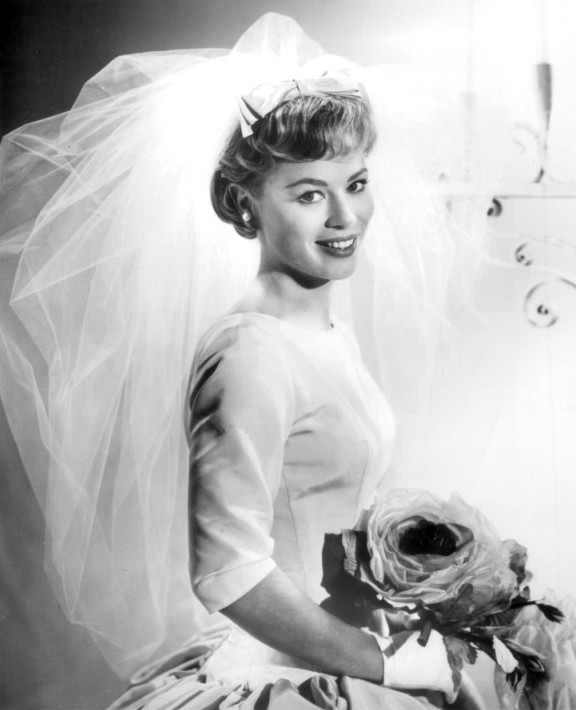
Martha Hale (Abby Dalton) nell'ultimo episodio della serie in cui sposa Charles Hennesey.

- tenente Charles 'Chick' Hennesey (94 episodi, 1959-1962), interpretato da	Jackie Cooper.
- Martha Hale (94 episodi, 1959-1962), interpretato da	Abby Dalton.
- capitano Walter Shafer (74 episodi, 1959-1962), interpretato da	Roscoe Karns.
- Max Bronsky (8 episodi, 1960-1962), interpretato da	Henry Kulky.
- dottor Harvey Blair (5 episodi, 1960-1961), interpretato da	James Komack.
- Herman (4 episodi, 1959-1962), interpretato da	Norman Alden.
- capitano James B. Harris (3 episodi, 1960-1961), interpretato da	Bernard Kates.
- Dennis (3 episodi, 1959-1961), interpretato da	Stafford Repp.
- Pulaski (3 episodi, 1959), interpretato da	Frank Gorshin.
- dottor Dan Wagner (3 episodi, 1960-1962), interpretato da	Herbert Ellis.
- Cynthia Marsh (3 episodi, 1960-1961), interpretato da	Marge Redmond.
- Lou Rocco (3 episodi, 1960-1961), interpretato da	Alan Reed Jr..
- Gloria (3 episodi, 1960), interpretato da	Jolene Brand.
- Helen Hall (3 episodi, 1960), interpretato da	Diane Strom.
- License clerk (2 episodi, 1960-1962), interpretato da	John Newton.
- Gloria Landis (2 episodi, 1959-1961), interpretato da	Sue Randall.
- Clara Carpenter (2 episodi, 1959-1960), interpretato da	Harriet E. MacGibbon.
- Gloria (2 episodi, 1959-1960), interpretato da	Ursula McGowan.
- comandante Wilkes (2 episodi, 1959-1960), interpretato da	Stephen Roberts.
- tenente comandante Steve Ogrodowski (2 episodi, 1960-1961), interpretato da	Charles Bronson.
- comandante Hoy (2 episodi, 1960-1961), interpretato da	Eddie Ryder.
- Ethel Peterson (2 episodi, 1960), interpretato da	Alice Backes.
- Gloria (2 episodi, 1960), interpretato da	Lonnie Blackman.
- dottor McIntosh (2 episodi, 1960), interpretato da	Forrest Compton.
- dottor King (2 episodi, 1960), interpretato da	Robert Gist.
- Mac (2 episodi, 1960), interpretato da	Bill Idelson.
- Mr. Hale (2 episodi, 1961-1962), interpretato da	Harry Holcombe.
- Conrad Musk (2 episodi, 1961-1962), interpretato da	William Schallert.
- comandante Sipple (2 episodi, 1961), interpretato da	Milton Frome.
- Bertha Bartosik (2 episodi, 1962), interpretato da	Yvonne Wilder.

## Produzione
La serie fu prodotta da Hennesey Productions, Jackie Cooper Productions e Outlet Productions e girata negli studios della General Service a Los Angeles, in California. Cooper interpretò, produsse e diresse la serie attingendo alla sua esperienza come veterano della Marina nella seconda guerra mondiale e come ufficiale nei riservisti. Era un ex attore bambino che aveva recitato nelle Simpatiche canaglie nei primi anni trenta per poi passare ai lungometraggi.
Lo sceneggiatore Richard Baer scrisse 38 episodi che gli valsero una nomination per l'Emmy Award.

## Distribuzione
La serie fu trasmessa negli Stati Uniti dal 1959 al 1962 sulla rete televisiva CBS.

## Spin-off
Hennesey produsse uno spin-off, Mrs. G. Goes to College, 
serie trasmessa sulla CBS nella stagione 1961-1962, con Gertrude Berg nel ruolo della "zia Sarah", zia di Hennesey.

## Episodi
| Stagione         | Episodi | Prima TV USA |
| ---------------- | ------- | ------------ |
| Prima stagione   | 31      | 1959-1960    |
| Seconda stagione | 31      | 1960-1961    |
| Terza stagione   | 32      | 1961-1962    |